# Astralarctia pulverosa
Astralarctia pulverosa är en fjärilsart som beskrevs av William Schaus 1905. Astralarctia pulverosa ingår i släktet Astralarctia och familjen björnspinnare. Inga underarter finns listade i Catalogue of Life.